# National Football League 2009
La stagione NFL 2009 è stata la 90ª stagione sportiva della National Football League, la massima lega professionistica statunitense di football americano. La finale del campionato, il Super Bowl XLIV, si è disputato il 7 febbraio 2010 nel Sun Life Stadium di Miami, in Florida, tra i New Orleans Saints e gli Indianapolis Colts e ha visto prevalere i primi per 31 a 17. I Saints hanno così ottenuto la loro prima vittoria al Super Bowl alla loro prima partecipazione. La stagione è iniziata il 10 settembre 2009 e si è conclusa con il Super Bowl XLIV. Il Pro Bowl 2010 si è tenuto il 31 gennaio 2010 nello stesso stadio in cui si è svolto il Super Bowl XLIV.
La stagione è caratterizzata dalla celebrazione del 50º anniversario della fondazione della American Football League, le cui squadre fondatrici finirono col confluire nella NFL. Per celebrare l'anniversario, gli incontri che si sono svolti tra queste squadre sono stati disputati con le divise originali del 1959.

## Modifiche alle regole
Diverse regole sono state modificate o aggiunte durante la riunione annuale dei proprietari delle squadre tenutasi a Dana Point, in California durante la settimana del 23 marzo 2009.
Le regole seguente furono approvate per migliorare la sicurezza dei giocatori e ridurre gli infortuni:
- Un blocco cieco non può essere portato con il casco, l'avambraccio o la spalla alla testa o al collo dell'avversario.
- È vietato il contatto iniziale alla testa di un ricevitore indifeso.
- Sui kickoff è vietato formare una wedge di più di due giocatori.
- Sui tentativi di onside kick, la squadra che calcia non può raggruppare più di cinque giocatori.

Il sistema di replay viene consentito per decidere le seguenti situazioni:
- Verificare se una palla persa da chi effettua un passaggio sia un fumble o un passaggio incompleto. La regola venne approvata in seguito ad una situazione verificatasi nella seconda giornata della stagione 2008 tra San Diego Chargers e Denver Broncos, quando nei minuti finali l'arbitro Ed Hochuli decise che il quarterback dei Bronco, Jay Cutler aveva lanciato un passaggio incompleto. Il replay dimostrò chiaramente che si trattava invece di un fumble, ma il gioco non risultava essere compreso tra quelli "rivedibili".
- Verificare se una palla persa abbia toccato la linea laterale. La regola venne approvata in seguito ad una situazione verificatasi nei play-off della stagione 2008 tra i Philadelphia Eagles e gli Arizona Cardinals in cui un kickoff dei Cardinals venne giudicato come uscito dal campo, mentre il replay dimostrò chiaramente che era stato recuperato all'interno del campo da Arizona.

Le altre nuove regole comprendono:
- Se un onside kick non percorre un minimo di 10 iarde, esce dal campo o viene illegalmente toccato in qualsiasi momento, la palla viene immediatamente assegnata alla squadra che lo stava ricevendo. Questa regola ne corregge una precedente istituita nella stagione 2003 che stabiliva che, se la squadra che effettua il calcio avesse commesso queste infrazioni prima degli ultimi cinque minuti di gioco, avrebbe potuto effettuare la ripetizione del kickoff da 5 iarde più indietro.
- In tutte le situazioni di palla che esce dal campo a seguito di un fumble o di un passaggio laterale, il tempo viene fatto ripartire dal momento in cui l'arbitro segnala la disponibilità alla ripresa del gioco e non più dallo snap successivo.

Dopo la prima partita di pre-campionato giocata nel nuovo Cowboys Stadium, in cui un punt effettuato da A.J. Trapasso dei Tennessee Titans colpì lo schermo sospeso sopra lo stadio, la NFL modificò temporaneamente la regola riguardante il caso in cui il pallone colpisca una struttura estranea al campo di gioco, come appunto uno schermo o un cavo guida delle telecamere aeree. Oltre alla ripetizione del down, l'orologio della partita viene riportato al tempo dello snap precedente. La modifica è transitoria e si applica solo per la stagione 2009, per consentire alle squadre di spostare opportunamente le strutture per la stagione successiva.

## Stagione regolare
La stagione regolare è iniziata il 10 settembre 2009 ed è terminata il 3 gennaio 2010, si è svolta in 17 giornate durante le quali ogni squadra ha disputato 16 partite secondo le regole del calendario della NFL.
Questa stagione gli accoppiamenti Intraconference e Interconference tra Division sono stati i seguenti
| Intraconference                                                                                                 | Interconference                                                                                                 |
| --- | --- |
| - AFC East contro AFC South - AFC North contro AFC West - NFC East contro NFC South - NFC North contro NFC West | - AFC East contro NFC South - AFC North contro NFC North - AFC South contro NFC West - AFC West contro NFC East |

### Risultati della stagione regolare
- V = Vittorie, S = Sconfitte, P = Pareggi, PCT = Percentuale di vittorie, PF = Punti Fatti, PS = Punti Subiti
- La qualificazione ai play-off è indicata in verde (tra parentesi il seed)

| AFC East                 |    |    |   |     |     |     |
| Squadra                  | V  | S  | P | PCT | PF  | PS  |
| (3) New England Patriots | 10 | 6  | 0 | 625 | 427 | 285 |
| (5) New York Jets        | 9  | 7  | 0 | 563 | 348 | 236 |
| Miami Dolphins           | 7  | 9  | 0 | 438 | 360 | 390 |
| Buffalo Bills            | 6  | 10 | 0 | 375 | 258 | 326 |

| NFC East                |    |    |   |     |     |     |
| Squadra                 | V  | S  | P | PCT | PF  | PS  |
| (3) Dallas Cowboys      | 11 | 5  | 0 | 688 | 361 | 250 |
| (6) Philadelphia Eagles | 11 | 5  | 0 | 688 | 429 | 337 |
| New York Giants         | 8  | 8  | 0 | 500 | 402 | 427 |
| Washington Redskins     | 4  | 12 | 0 | 250 | 266 | 336 |

| AFC North              |    |    |   |     |     |     |
| Squadra                | V  | S  | P | PCT | PF  | PS  |
| (4) Cincinnati Bengals | 10 | 6  | 0 | 625 | 305 | 291 |
| (6) Baltimore Ravens   | 9  | 7  | 0 | 563 | 391 | 261 |
| Pittsburgh Steelers    | 9  | 7  | 0 | 563 | 368 | 324 |
| Cleveland Browns       | 5  | 11 | 0 | 313 | 245 | 375 |

| NFC North             |    |    |   |     |     |     |
| Squadra               | V  | S  | P | PCT | PF  | PS  |
| (2) Minnesota Vikings | 12 | 4  | 0 | 750 | 470 | 312 |
| (5) Green Bay Packers | 11 | 5  | 0 | 688 | 461 | 297 |
| Chicago Bears         | 7  | 9  | 0 | 438 | 327 | 375 |
| Detroit Lions         | 2  | 14 | 0 | 125 | 262 | 494 |

| AFC South              |    |   |   |     |     |     |
| Squadra                | V  | S | P | PCT | PF  | PS  |
| (1) Indianapolis Colts | 14 | 2 | 0 | 875 | 416 | 307 |
| Houston Texans         | 9  | 7 | 0 | 563 | 388 | 333 |
| Tennessee Titans       | 8  | 8 | 0 | 500 | 354 | 402 |
| Jacksonville Jaguars   | 7  | 9 | 0 | 438 | 290 | 380 |

| NFC South              |    |    |   |     |     |     |
| Squadra                | V  | S  | P | PCT | PF  | PS  |
| (1) New Orleans Saints | 13 | 3  | 0 | 813 | 510 | 341 |
| Atlanta Falcons        | 9  | 7  | 0 | 563 | 363 | 325 |
| Carolina Panthers      | 8  | 8  | 0 | 500 | 315 | 318 |
| Tampa Bay Buccaneers   | 3  | 13 | 0 | 188 | 244 | 400 |

| AFC West               |    |    |   |     |     |     |
| Squadra                | V  | S  | P | PCT | PF  | PS  |
| (2) San Diego Chargers | 13 | 3  | 0 | 813 | 454 | 320 |
| Denver Broncos         | 8  | 8  | 0 | 500 | 326 | 324 |
| Oakland Raiders        | 5  | 11 | 0 | 313 | 197 | 379 |
| Kansas City Chiefs     | 4  | 12 | 0 | 250 | 294 | 424 |

| NFC West              |    |    |   |     |     |     |
| Squadra               | V  | S  | P | PCT | PF  | PS  |
| (4) Arizona Cardinals | 10 | 6  | 0 | 625 | 375 | 325 |
| San Francisco 49ers   | 8  | 8  | 0 | 500 | 330 | 281 |
| Seattle Seahawks      | 5  | 11 | 0 | 313 | 280 | 390 |
| Saint Louis Rams      | 1  | 15 | 0 | 63  | 175 | 436 |

## Play-off
I play-off sono iniziati con il Wild Card Weekend il 9 e 10 gennaio 2010. I Divisional Playoff si sono giocati il 16 e 17 gennaio e i Conference Championship Game il 24 gennaio. Il Super Bowl XLIV si è giocato il 7 febbraio nel Sun Life Stadium di Miami.

### Seeding
| Seed | American Football Conference              | National Football Conference             |
| ---- | ----------------------------------------- | ---------------------------------------- |
| 1    | Indianapolis Colts (vincitori AFC South)  | New Orleans Saints (vincitori NFC South) |
| 2    | San Diego Chargers (vincitori AFC West)   | Minnesota Vikings (vincitori NFC North)  |
| 3    | New England Patriots (vincitori AFC East) | Dallas Cowboys (vincitori NFC East)      |
| 4    | Cincinnati Bengals (vincitori AFC North)  | Arizona Cardinals (vincitori NFC West)   |
| 5    | New York Jets                             | Green Bay Packers                        |
| 6    | Baltimore Ravens                          | Philadelphia Eagles                      |

### Incontri
| Wild Card Game | Wild Card Game                             | Wild Card Game                             | Wild Card Game                             |    |              | Divisional Play-off    | Divisional Play-off              | Divisional Play-off    |                                  |                                  | Conference Championship          | Conference Championship | Conference Championship |  |  | Super Bowl XLIV | Super Bowl XLIV | Super Bowl XLIV | Super Bowl XLIV | Super Bowl XLIV |
|                |                                            |                                            |                                            |    |              |                        |                                  |                        |                                  |                                  |                                  |                         |                         |  |  |                 |                 |                 |                 |                 |
|                | 9 gennaio - Cowboys Stadium                | 9 gennaio - Cowboys Stadium                | 9 gennaio - Cowboys Stadium                |    |              | 17 gennaio - Metrodome | 17 gennaio - Metrodome           | 17 gennaio - Metrodome |                                  |                                  |                                  |                         |                         |  |  |                 |                 |                 |                 |                 |
|                | 9 gennaio - Cowboys Stadium                | 9 gennaio - Cowboys Stadium                | 9 gennaio - Cowboys Stadium                |    |              | 17 gennaio - Metrodome | 17 gennaio - Metrodome           | 17 gennaio - Metrodome |                                  |                                  |                                  |                         |                         |  |  |                 |                 |                 |                 |                 |
|                | 9 gennaio - Cowboys Stadium                | 9 gennaio - Cowboys Stadium                | 9 gennaio - Cowboys Stadium                |    |              | 17 gennaio - Metrodome | 17 gennaio - Metrodome           | 17 gennaio - Metrodome |                                  |                                  |                                  |                         |                         |  |  |                 |                 |                 |                 |                 |
|                | 9 gennaio - Cowboys Stadium                | 9 gennaio - Cowboys Stadium                | 9 gennaio - Cowboys Stadium                |    |              | 17 gennaio - Metrodome | 17 gennaio - Metrodome           | 17 gennaio - Metrodome |                                  |                                  |                                  |                         |                         |  |  |                 |                 |                 |                 |                 |
|                | 6                                          | Philadelphia                               | 14                                         |    |              | 17 gennaio - Metrodome | 17 gennaio - Metrodome           | 17 gennaio - Metrodome |                                  |                                  |                                  |                         |                         |  |  |                 |                 |                 |                 |                 |
|                | 6                                          | Philadelphia                               | 14                                         | 3  | Dallas       | 3                      |                                  |                        |                                  |                                  |                                  |                         |                         |  |  |                 |                 |                 |                 |                 |
|                | 3                                          | Dallas                                     | 34                                         | 3  | Dallas       | 3                      |                                  |                        | 24 gennaio - Louisiana Superdome | 24 gennaio - Louisiana Superdome | 24 gennaio - Louisiana Superdome |                         |                         |  |  |                 |                 |                 |                 |                 |
|                | 3                                          | Dallas                                     | 34                                         | 2  | Minnesota    | 34                     |                                  |                        | 24 gennaio - Louisiana Superdome | 24 gennaio - Louisiana Superdome | 24 gennaio - Louisiana Superdome |                         |                         |  |  |                 |                 |                 |                 |                 |
|                |                                            |                                            |                                            | 2  | Minnesota    | 34                     |                                  |                        | 24 gennaio - Louisiana Superdome | 24 gennaio - Louisiana Superdome | 24 gennaio - Louisiana Superdome |                         |                         |  |  |                 |                 |                 |                 |                 |
|                |                                            |                                            |                                            |    |              |                        |                                  |                        | 24 gennaio - Louisiana Superdome | 24 gennaio - Louisiana Superdome | 24 gennaio - Louisiana Superdome |                         |                         |  |  |                 |                 |                 |                 |                 |
|                | 10 gennaio - University of Phoenix Stadium | 10 gennaio - University of Phoenix Stadium | 10 gennaio - University of Phoenix Stadium | 2  | Minnesota    | 28                     |                                  |                        |                                  |                                  |                                  |                         |                         |  |  |                 |                 |                 |                 |                 |
|                | 10 gennaio - University of Phoenix Stadium | 10 gennaio - University of Phoenix Stadium | 10 gennaio - University of Phoenix Stadium | 2  | Minnesota    | 28                     | 16 gennaio - Louisiana Superdome |                        |                                  |                                  |                                  |                         |                         |  |  |                 |                 |                 |                 |                 |
|                | 10 gennaio - University of Phoenix Stadium | 10 gennaio - University of Phoenix Stadium | 10 gennaio - University of Phoenix Stadium |    | 1            | New Orleans            | 31                               |                        |                                  |                                  |                                  |                         |                         |  |  |                 |                 |                 |                 |                 |
|                | 10 gennaio - University of Phoenix Stadium | 10 gennaio - University of Phoenix Stadium | 10 gennaio - University of Phoenix Stadium |    | 1            | New Orleans            | 31                               |                        |                                  |                                  |                                  |                         |                         |  |  |                 |                 |                 |                 |                 |
|                | 5                                          | Green Bay                                  | 45                                         |    |              |                        |                                  |                        |                                  |                                  |                                  |                         |                         |  |  |                 |                 |                 |                 |                 |
|                | 5                                          | Green Bay                                  | 45                                         | 4  | Arizona      | 14                     |                                  |                        |                                  |                                  |                                  |                         |                         |  |  |                 |                 |                 |                 |                 |
|                | 4                                          | Arizona                                    | 51                                         | 4  | Arizona      | 14                     |                                  |                        | 7 febbraio - Sun Life Stadium    | 7 febbraio - Sun Life Stadium    | 7 febbraio - Sun Life Stadium    |                         |                         |  |  |                 |                 |                 |                 |                 |
|                | 4                                          | Arizona                                    | 51                                         | 1  | New Orleans  | 45                     |                                  |                        | 7 febbraio - Sun Life Stadium    | 7 febbraio - Sun Life Stadium    | 7 febbraio - Sun Life Stadium    |                         |                         |  |  |                 |                 |                 |                 |                 |
|                |                                            |                                            |                                            | 1  | New Orleans  | 45                     |                                  |                        |                                  | 7 febbraio - Sun Life Stadium    | 7 febbraio - Sun Life Stadium    |                         |                         |  |  |                 |                 |                 |                 |                 |
|                |                                            |                                            |                                            |    |              |                        |                                  |                        |                                  | 7 febbraio - Sun Life Stadium    | 7 febbraio - Sun Life Stadium    |                         |                         |  |  |                 |                 |                 |                 |                 |
|                | 9 gennaio - Paul Brown Stadium             | 9 gennaio - Paul Brown Stadium             | 9 gennaio - Paul Brown Stadium             | N1 | New Orleans  | 31                     |                                  |                        |                                  |                                  |                                  |                         |                         |  |  |                 |                 |                 |                 |                 |
|                | 9 gennaio - Paul Brown Stadium             | 9 gennaio - Paul Brown Stadium             | 9 gennaio - Paul Brown Stadium             | N1 | New Orleans  | 31                     | 17 gennaio - Qualcomm Stadium    |                        |                                  |                                  |                                  |                         |                         |  |  |                 |                 |                 |                 |                 |
|                | 9 gennaio - Paul Brown Stadium             | 9 gennaio - Paul Brown Stadium             | 9 gennaio - Paul Brown Stadium             |    | A1           | Indianapolis           | 17                               |                        |                                  |                                  |                                  |                         |                         |  |  |                 |                 |                 |                 |                 |
|                | 9 gennaio - Paul Brown Stadium             | 9 gennaio - Paul Brown Stadium             | 9 gennaio - Paul Brown Stadium             |    | A1           | Indianapolis           | 17                               |                        |                                  |                                  |                                  |                         |                         |  |  |                 |                 |                 |                 |                 |
|                | 5                                          | N.Y. Jets                                  | 24                                         |    |              |                        |                                  |                        |                                  |                                  |                                  |                         |                         |  |  |                 |                 |                 |                 |                 |
|                | 5                                          | N.Y. Jets                                  | 24                                         | 5  | N.Y. Jets    | 17                     |                                  |                        |                                  |                                  |                                  |                         |                         |  |  |                 |                 |                 |                 |                 |
|                | 4                                          | Cincinnati                                 | 14                                         | 5  | N.Y. Jets    | 17                     |                                  |                        | 24 gennaio - Lucas Oil Stadium   | 24 gennaio - Lucas Oil Stadium   | 24 gennaio - Lucas Oil Stadium   |                         |                         |  |  |                 |                 |                 |                 |                 |
|                | 4                                          | Cincinnati                                 | 14                                         | 2  | San Diego    | 14                     |                                  |                        | 24 gennaio - Lucas Oil Stadium   | 24 gennaio - Lucas Oil Stadium   | 24 gennaio - Lucas Oil Stadium   |                         |                         |  |  |                 |                 |                 |                 |                 |
|                |                                            |                                            |                                            | 2  | San Diego    | 14                     |                                  |                        | 24 gennaio - Lucas Oil Stadium   | 24 gennaio - Lucas Oil Stadium   | 24 gennaio - Lucas Oil Stadium   |                         |                         |  |  |                 |                 |                 |                 |                 |
|                |                                            |                                            |                                            |    |              |                        |                                  |                        | 24 gennaio - Lucas Oil Stadium   | 24 gennaio - Lucas Oil Stadium   | 24 gennaio - Lucas Oil Stadium   |                         |                         |  |  |                 |                 |                 |                 |                 |
|                | 10 gennaio - Gillette Stadium              | 10 gennaio - Gillette Stadium              | 10 gennaio - Gillette Stadium              | 5  | N.Y.Jets     | 17                     |                                  |                        |                                  |                                  |                                  |                         |                         |  |  |                 |                 |                 |                 |                 |
|                | 10 gennaio - Gillette Stadium              | 10 gennaio - Gillette Stadium              | 10 gennaio - Gillette Stadium              | 5  | N.Y.Jets     | 17                     | 16 gennaio - Lucas Oil Stadium   |                        |                                  |                                  |                                  |                         |                         |  |  |                 |                 |                 |                 |                 |
|                | 10 gennaio - Gillette Stadium              | 10 gennaio - Gillette Stadium              | 10 gennaio - Gillette Stadium              |    | 1            | Indianapolis           | 30                               |                        |                                  |                                  |                                  |                         |                         |  |  |                 |                 |                 |                 |                 |
|                | 10 gennaio - Gillette Stadium              | 10 gennaio - Gillette Stadium              | 10 gennaio - Gillette Stadium              |    | 1            | Indianapolis           | 30                               |                        |                                  |                                  |                                  |                         |                         |  |  |                 |                 |                 |                 |                 |
|                | 6                                          | Baltimore                                  | 33                                         |    |              |                        |                                  |                        |                                  |                                  |                                  |                         |                         |  |  |                 |                 |                 |                 |                 |
|                | 6                                          | Baltimore                                  | 33                                         | 6  | Baltimore    | 3                      |                                  |                        |                                  |                                  |                                  |                         |                         |  |  |                 |                 |                 |                 |                 |
|                | 3                                          | New England                                | 14                                         | 6  | Baltimore    | 3                      |                                  |                        |                                  |                                  |                                  |                         |                         |  |  |                 |                 |                 |                 |                 |
|                | 3                                          | New England                                | 14                                         | 1  | Indianapolis | 20                     |                                  |                        |                                  |                                  |                                  |                         |                         |  |  |                 |                 |                 |                 |                 |

### Vincitore
| Vincitori del Super Bowl XLV New Orleans Saints 1º titolo |

## Premi individuali
| Premio                        | Giocatore       | Ruolo         | Squadra              |
| ----------------------------- | --------------- | ------------- | -------------------- |
| MVP della NFL                 | Peyton Manning  | Quarterback   | Indianapolis Colts   |
| Coach dell'anno               | Marvin Lewis    | Allenatore    | Cincinnati Bengals   |
| Giocatore offensivo dell'anno | Chris Johnson   | Running Back  | Tennessee Titans     |
| Difensore dell'anno           | Charles Woodson | Cornerback    | Green Bay Packers    |
| Rookie offensivo dell'anno    | Percy Harvin    | Wide Receiver | Minnesota Vikings    |
| Rookie difensivo dell'anno    | Brian Cushing   | Linebacker    | Houston Texans       |
| Comeback Player of the Year   | Tom Brady       | Quarterback   | New England Patriots |
| MVP del Super Bowl            | Drew Brees      | Quarterback   | New Orleans Saints   |

## Record assoluti
Durante la stagione vennero stabiliti i seguenti record assoluti:
| Record                                                                                            | Giocatore (Squadra)                         | Data Avversario                   | Record precedente                                                |
| ------------------------------------------------------------------------------------------------- | ------------------------------------------- | --------------------------------- | ---------------------------------------------------------------- |
| Vittorie consecutive nella stagione regolare (23)                                                 | Indianapolis Colts                          | 6 dicembre Jacksonville Jaguars   | New England Patriots (21)                                        |
| Maggior numero di vittorie consecutive senza qualificazione ai play-off (6)                       | Denver Broncos                              |                                   | Washington Redskins, 1978 (6) e Minnesota Vikings, 2003 (6)      |
| Più lunga striscia vincente successiva ad una perdente (0-6 e 5-0)                                | Tennessee Titans                            |                                   |                                                                  |
| Maggior numero di passaggi da touchdown in un quarto (5)                                          | Tom Brady (New England Patriots)            | 18 ottobre Tennessee Titans       |                                                                  |
| Maggior vantaggio al termine del primo tempo (45-0)                                               | New England Patriots                        | 18 ottobre Tennessee Titans       |                                                                  |
| Migliore percentuale di passaggi completati in una partita (92,3%)                                | Kurt Warner (Arizona Cardinals)             | 20 settembre Jacksonville Jaguars | Vinny Testaverde, 26 dicembre 1993 (91,3%)                       |
| Maggior numero di ricezioni in una partita (21)                                                   | Brandon Marshall Denver Broncos             | 13 dicembre Indianapolis Colts    | Terrell Owens, 17 dicembre 2000 (20)                             |
| Maggior numero di stagioni dal debutto come primo quarterback con più di 4.000 iarde lanciate (2) | Aaron Rodgers Green Bay Packers             | 27 dicembre Seattle Seahawks      | Aaron Rodgers, 2008 (1) e Kurt Warner, 2001 (1)                  |
| Maggior numero di iarde totali guadagnate in una stagione (2.509)                                 | Chris Johnson Tennessee Titans              |                                   | Marshall Faulk, 1999 (2.429)                                     |
| Maggior numero di ritorni di kickoff in touchdown in carriera (8)                                 | Joshua Cribbs Cleveland Browns              | 20 dicembre Kansas City Chiefs    | cinque giocatori (6)                                             |
| Maggior numero di biglietti venduti per una partita (105.121)                                     | Dallas Cowboys                              | 13 settembre Tampa Bay Buccaneers | Arizona Cardinals, 2 ottobre 2005 (103.467)                      |
| Maggior percentuale di passaggi completati in una stagione (363/514: 70,62%)                      | Drew Brees New Orleans Saints               |                                   | Ken Anderson, 1982 (218/309: 70,55%)                             |
| Maggior numero di punti segnati in una partita di play-off (96)                                   | Arizona Cardinals 51 - Green Bay Packers 45 | 10 gennaio 2010                   | Philadelphia Eagles 58 - Detroit Lions 37, 30 dicembre 1995 (95) |

## Record stagionali
Le migliori prestazioni stagionali furono le seguenti.
| Record di squadra                                                                                  | Record di squadra |
| -------------------------------------------------------------------------------------------------- | --- |
| Maggior numero di punti segnati (510)                                                              | New Orleans Saints |
| Maggior numero di iarde guadagnate (6.461)                                                         | New Orleans Saints |
| Maggior numero di iarde guadagnate su azioni di corsa (2.576)                                      | New York Jets |
| Maggior numero di iarde guadagnate su azioni di passaggio (4.654)                                  | Houston Texans |
| Minor numero di punti subiti (236)                                                                 | New York Jets |
| Minor numero di iarde concesse (4.037)                                                             | New York Jets |
| Minor numero di iarde concesse su azioni di corsa (1.333)                                          | Green Bay Packers |
| Minor numero di iarde concesse su azioni di passaggio (2.459)                                      | New York Jets |
| Record individuali                                                                                 | |
| Maggior numero di punti segnati (146)                                                              | Nate Kaeding (San Diego Chargers) |
| Maggior numero di touchdown segnati (18)                                                           | Adrian Peterson (Minnesota Vikings) |
| Maggior numero di field goal realizzati (32)                                                       | - Nate Kaeding (San Diego Chargers) - David Akers (Philadelphia Eagles)                                                                         |
| Maggior numero di iarde guadagnate su azioni di corsa (2.006)                                      | Chris Johnson (Tennessee Titans) |
| Migliore passer rating (109,6)                                                                     | Drew Brees (New Orleans Saints) |
| Maggior numero di lanci in touchdown (34)                                                          | Drew Brees (New Orleans Saints) |
| Maggior numero di iarde guadagnate su lancio (4.770)                                               | Matt Schaub (Houston Texans) |
| Maggior numero di ricezioni effettuate (123)                                                       | Wes Welker (New England Patriots) |
| Maggior numero di iarde guadagnate su azioni di passaggio (1.569)                                  | Andre Johnson (Houston Texans) |
| Maggior media di iarde guadagnate su ritorno di punt (441 su 29 ritorni, per una media di 15,2)    | DeSean Jackson (Philadelphia Eagles) |
| Maggior media di iarde guadagnate su ritorno di kickoff (504 su 16 ritorni, per una media di 31,5) | Danny Amendola (Pittsburgh Steelers) |
| Maggior numero di intercetti (9)                                                                   | - Charles Woodson (Green Bay Packers) - Darren Sharper (New Orleans Saints) - Asante Samuel (Philadelphia Eagles) - Jairus Byrd (Buffalo Bills) |
| Maggior media di iarde guadagnate su punt (4.909 su 96 punt, per una media di 51,1)                | Shane Lechler (Oakland Raiders) |
| Maggior numero di sack (17)                                                                        | Elvis Dumervil (Denver Broncos) |